# Yamaha TMAX
Le XP 500 TMAX est un scooter fabriqué par Yamaha. Sa commercialisation a commencé en Europe en 2001, région où la seconde génération a été introduite en 2008. Cette seconde génération a été mise à disposition sur le marché américain pour l'année-modèle 2009.
Le XP500 est produit après le XP250 Majesty de 1996. Il présente une configuration de gros scooter, avec un moteur bicylindre de 499 cm3 (à injection en 2004), un variateur et un cadre rigide (en fonte d'aluminium à partir de 2008). Plusieurs spécificités caractérisent le XP500 : la transmission finale à la roue arrière s'effectue par le biais d'une double chaîne placée à l'intérieur du bras de suspension gauche, dans un bain d'huile (remplacée par une courroie plus légère en 2012) ; le moteur est monté sur le cadre plutôt que sur les bras de suspension.
Ce scooter de grosse cylindrée à hautes performances est présenté comme un maxi-scooter. Ce dernier combine la performance d'une moto, avec les avantages et la flexibilité urbaines d'un scooter. Les scooters de grosse cylindrée (250 cm3 et plus) sont très populaires en Italie et en France, où les citadins recherchent l'équilibre entre la puissance et l'agilité pour traverser de grandes villes embouteillées aux capacités de parking limitées.
En France, ces scooters sont généralement mal vus par les autres usagers, les conducteurs étant souvent grisés par sa facilité de conduite associée à sa puissance, encourageant les mauvais comportements. En outre, il conserve depuis 2001 la première place dans le triste palmarès des deux-roues les plus volés de France,.
Ses principaux concurrents sont le Kymco AK 550, Honda X-ADV, BMW C 650, Suzuki Burgman, Piaggio X9, Aprilia Scarabeo 500 ie et Honda Silver Wing.

## Évolutions
Chaque année possède son édition spéciale :
- 2001 : Impact Yellow, Laser Blue, Electric Silver ;
- 2002 : Performance Red, Fancy Plum ;
- 2003 : Galaxy Blue ;
- 2004 : Silver Tech, Blue Stone, Blue Thrill, Midnight Black ;
- 2005 : Yamaha Blue, Lava Red ;
- 2006 : Silver Storm, Galaxy Blue ;
- 2007 : Metallic Silver, Summer Blue ;
- 2008 : Stealth Metal, Silver Tech, Thunder Blue, Midnight Black ;
- 2009 :  High Tech Silver ;
- 2010 : Gun Smoke ;
- 2011 : Tech Max ;
- 2012 : Sonic Grey, Competition White, High Tech Silver, Midnight Black ;
- 2013 : Black Max ;
- 2014 : Bronze Max ;
- 2015 : Iron Max ;
- 2016 : Lux Max ;
- 2017 à 2019 : SX sport Edition / DX ;
- 2020 Tech Max ;
- 2021 : 20e anniversaire Edition[3].

### TMAX1regénération

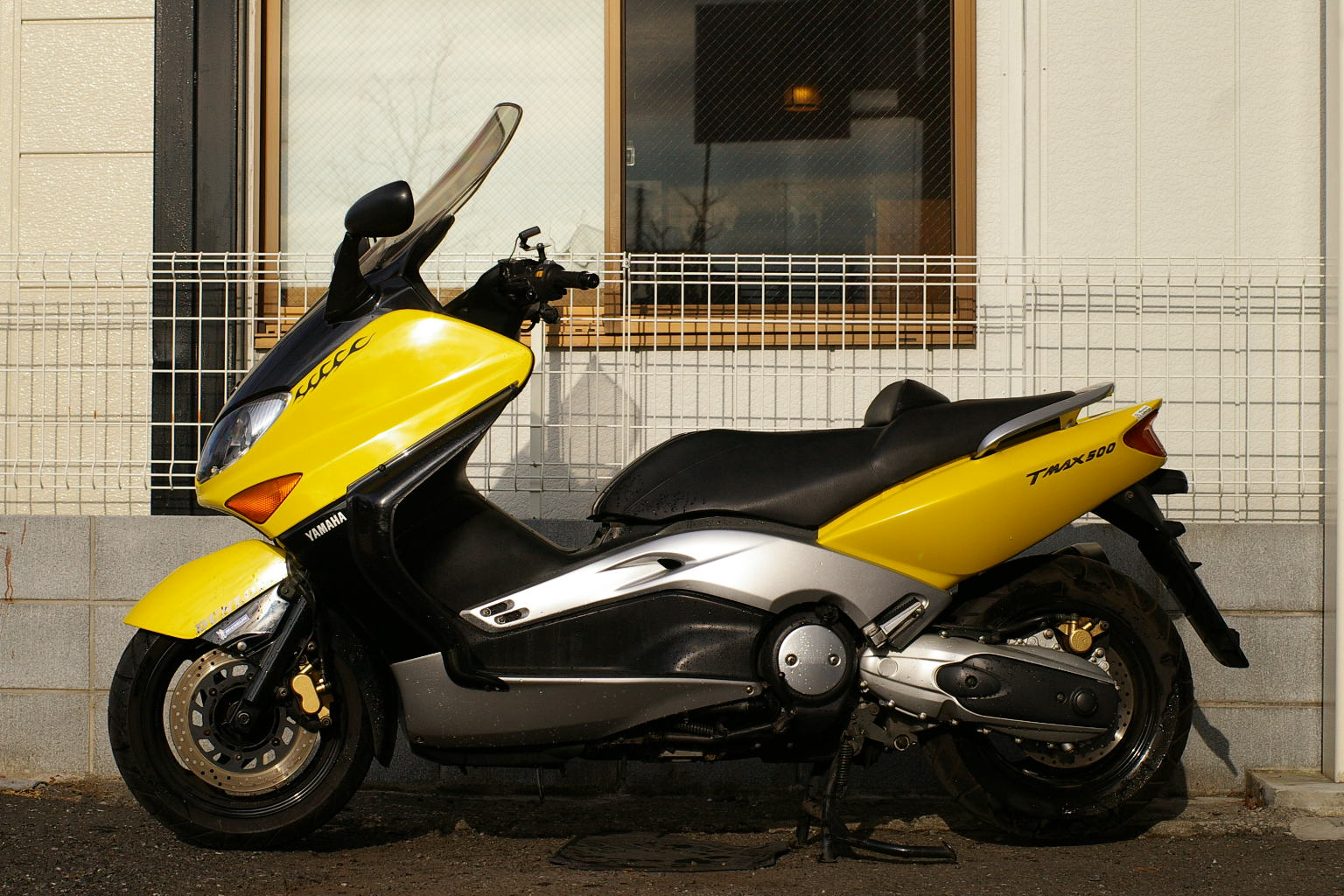
TMAX 500 2001.

En 2001, le TMAX présente un cadre tubulaire type diamant acier, une fourche télescopique avant de Ø 38 mm, une suspension arrière avec bras oscillant mono-amortisseur, deux jantes aluminium de 14", un frein avant à disque Ø 282 mm étrier à double piston, un frein arrière à disque Ø 267 mm, étrier à double piston. Le moteur bicylindre en ligne de 499 cm3 possède deux carburateurs Mikuni de Ø 30 mm, alésage × course 68 × 73 mm, ratio de compression 10:1, puissance maximale 40 ch à 7 000 tr/min, couple maximal 4,7 m kg à 5 500 tr/min.
En 2004, la puissance passe à 44,29 ch à 7 500 tr/min et le couple à 4,86 m kg à 6 250 tr/min. Le moteur adopte une alimentation par injection. Le freinage gagne un deuxième disque à l'avant, de Ø 267 mm. Le diamètre de la fourche passe à 41 mm. La roue arrière passe à 15".
En 2005, arrivée de l'ABS en option.

### TMAX2egénération

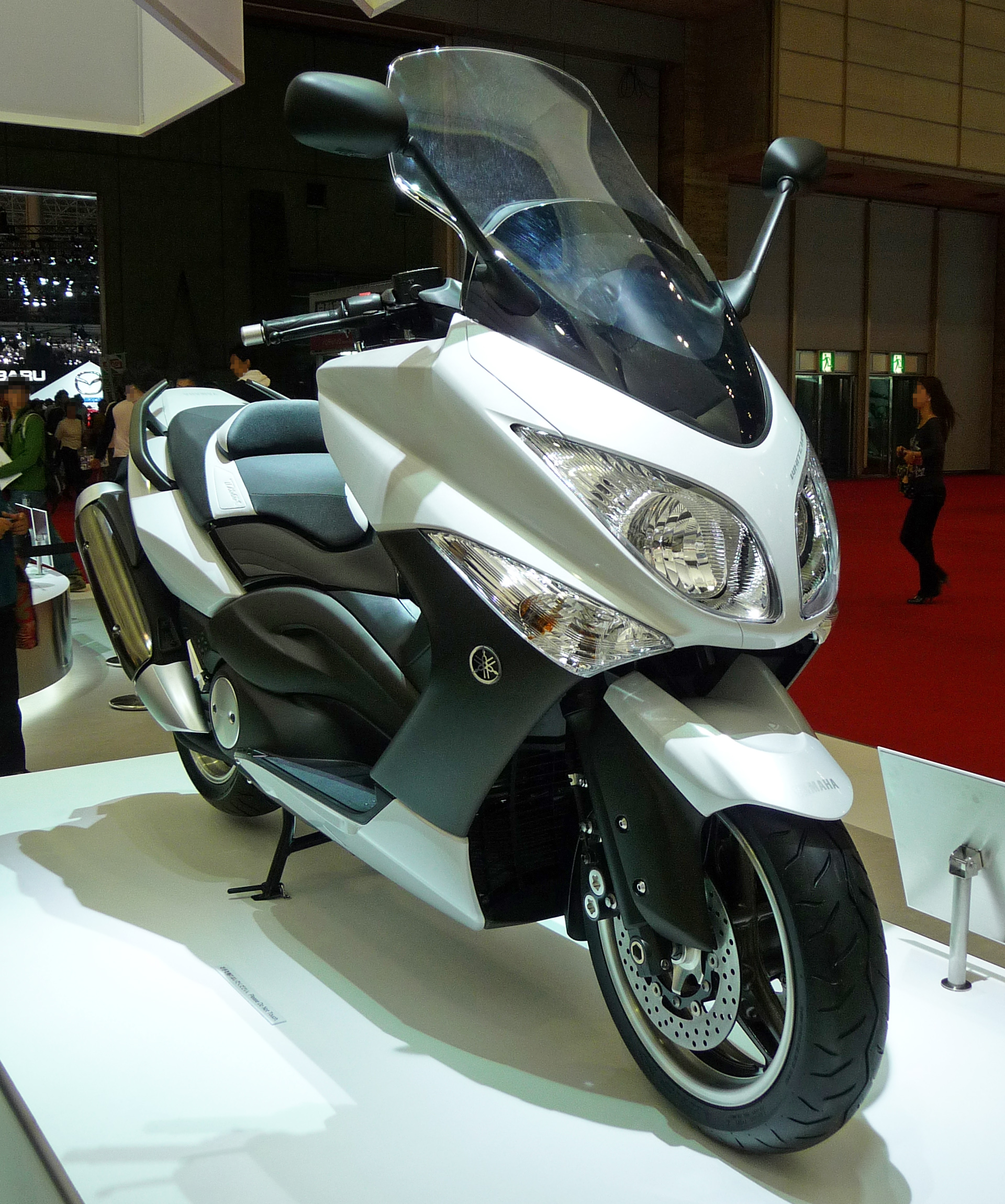
TMAX 10e Anniversaire Whitemax 2009.

En 2008, la puissance passe à 43,48 ch à 7 500 tr/min et le couple à 4,74 m kg à 6 500 tr/min. 
Le cadre est remplacé par un élément en aluminium coulé. 
La hauteur de selle et l'empattement augmentent de 5 mm. 
Le réservoir gagne 1 L de capacité. 
Les étriers de frein avant adoptent une fixation radiale et quatre pistons. ( Emprunté de la Yamaha R1).
Le diamètre de la fourche passe à 43 mm. La roue avant passe à 15". Réservoir plus grand de 1 L (15 L). 
L'ABS de freinage en option. 
Le poids 203 kg sans ABS et 208 kg avec ABS.

### TMAX3egénération

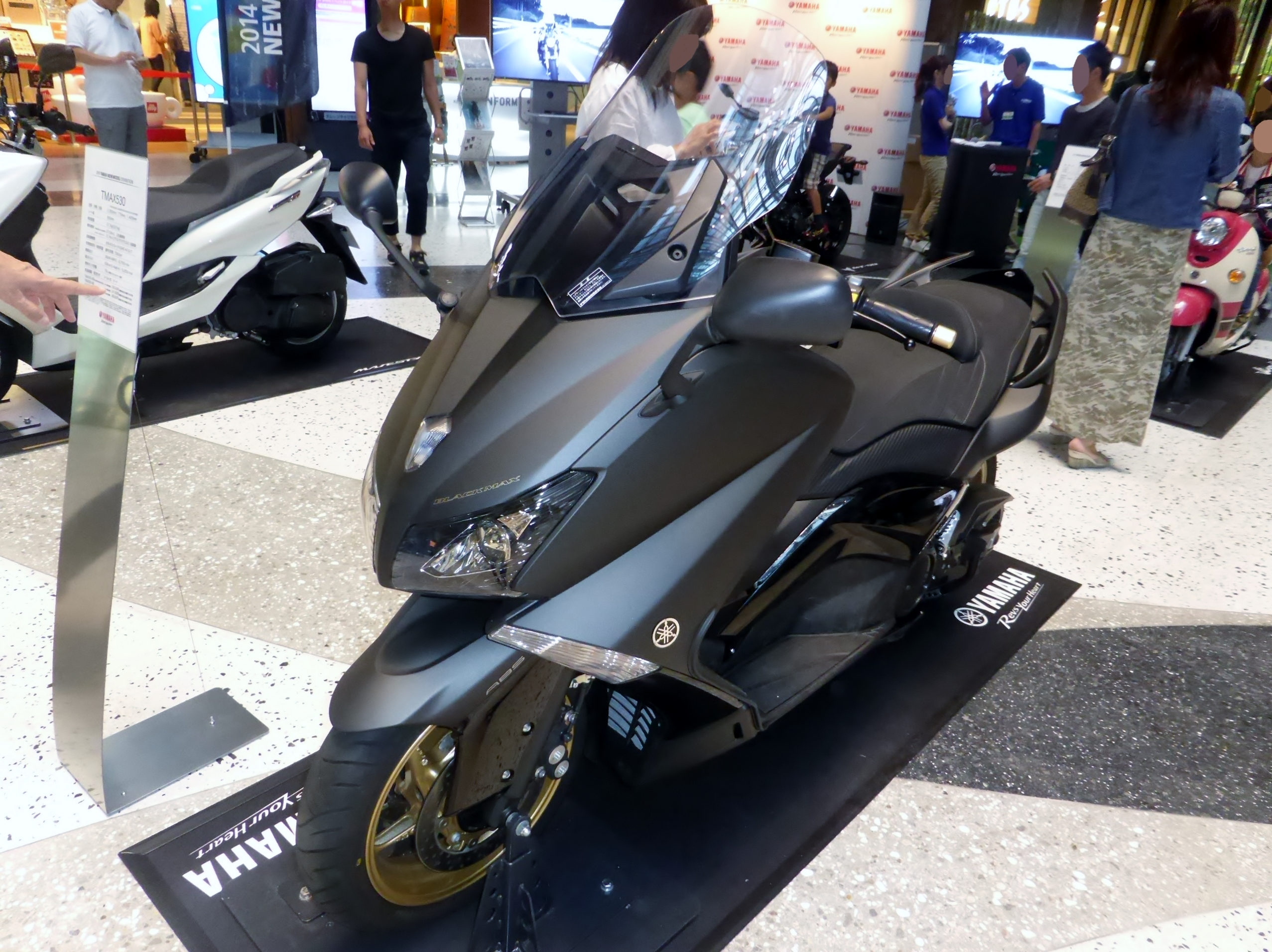
TMAX 530 2011.

Une nouvelle courroie gérant la transmission finale remplace les deux chaînes en bain d’huile de l’ancienne version, cette courroie apparente est plus légère que l’ancienne transmission mais coûte plus chère à entretenir ( changement de la courroie contre changement de l' huile de transmission pour l'ancienne version).

#### Coloris
2011 - 2012
- High Tech Silver
- Midnight Black
- Sonic Grey
- Compétition White

2013
- Solar Black
- Black Max

2014
- Tech Graphique
- Bronze Max

### TMAX4egénération

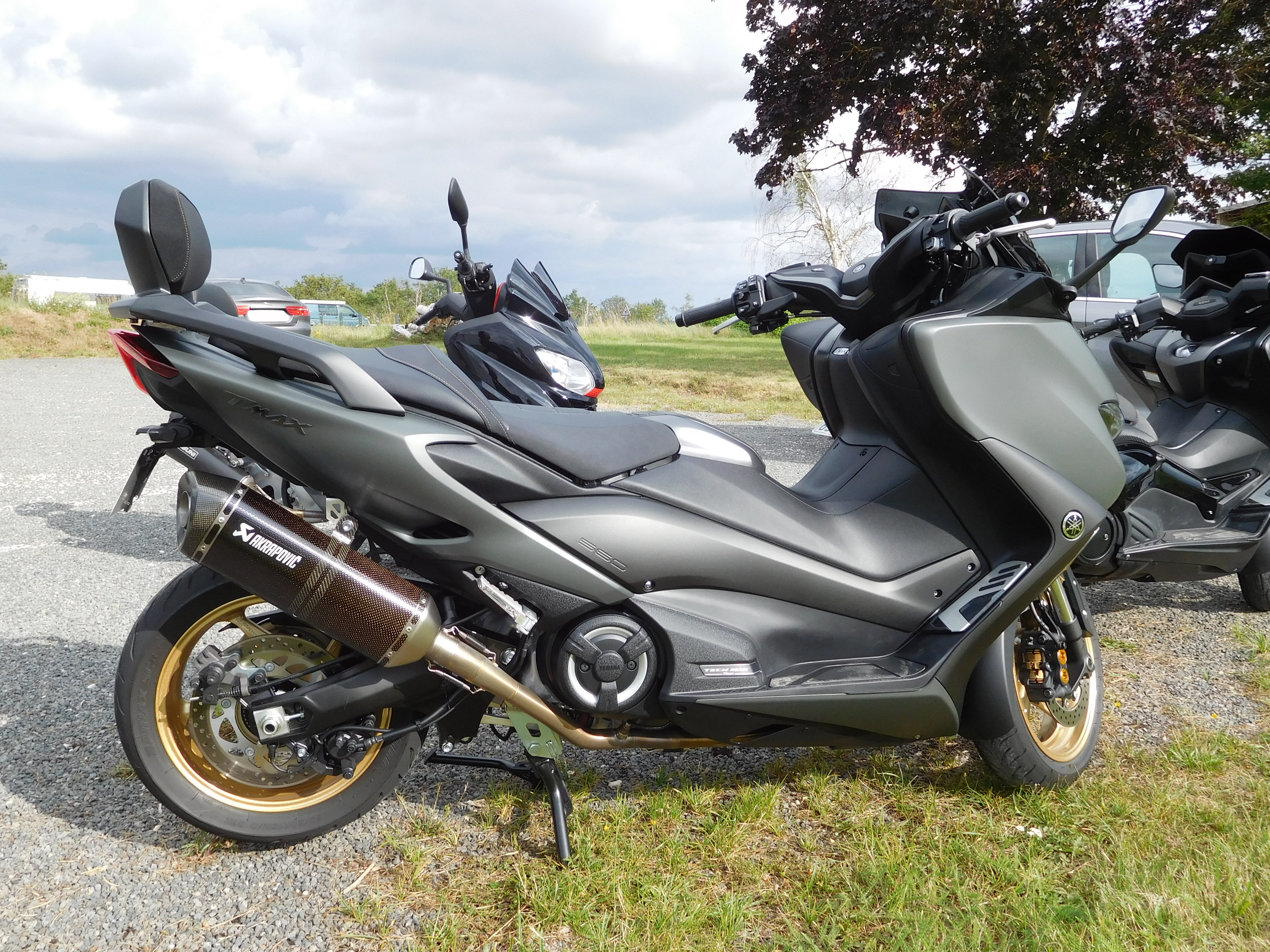
TMAX 560 Tech Max.

En 2015, le train avant passe à l’hyper-sport avec fourche inversée de 41 mm et étriers quatre pistons à montage radial et apparition d'un système d’allumage « Smart Key » sans clé. Le Tmax n’est plus vendu qu’avec ABS.
En 2017, nouveau carénage, bras oscillant en aluminium rallongé, plus léger de 9 kg que le modèle 2016, système de contrôle de la traction (TCS), contrôle électronique de l’ouverture des gaz YCC-T (Yamaha Chip Controlled Throttle), espace de rangement accru pouvant accueillir deux casques demi-jet. Moteur conforme aux exigences de la norme Euro 4.

#### Version DX 2017
- Régulateur de vitesse.
- Courbes de puissance réglables D-Mode.
- Bulle électronique.
- Guidon et selle principale chauffants.
- Suspension arrière réglable.
- Application My TMAX Connect grâce au système GPS intégré.

En 2020, la cylindrée passe à 562 cm3 par augmentation de 2 mm de l'alésage (de 68 à 70 mm), la puissance à 47,5 ch à 7 500 tr/min (35,0 kW pour rester accessible au permis A2), le couple à 5,88 m kg à 5 250 tr/min et le moteur répond aux exigences de la norme Euro 5. Le TMAX est disponible en deux versions : standard et Tech Max plus équipée (similaire à l'ancienne version DX de 2019).